# Fort Gaines (Georgia)
Fort Gaines – miasto w Stanach Zjednoczonych, w stanie Georgia, siedziba administracyjna hrabstwa Clay.